# HCP 5M

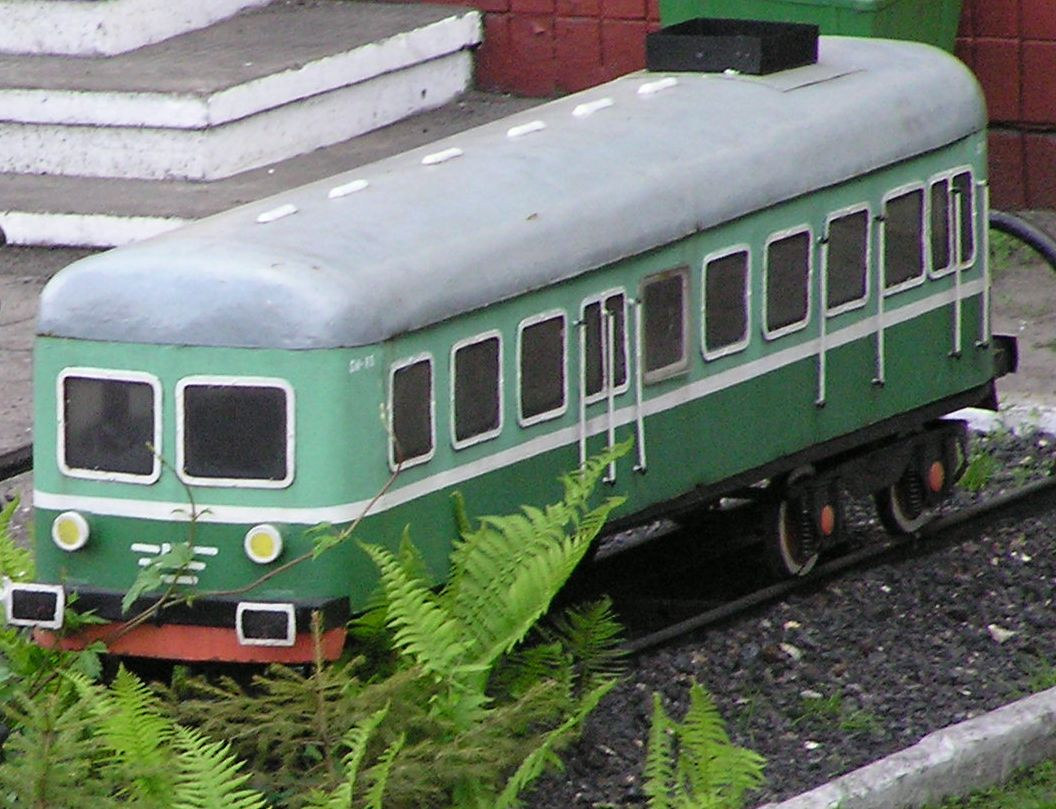
Model SN80 w parowozowni Wolsztyn

HCP 5M (seria SN80) – spalinowy wagon silnikowy przeznaczony do ruchu lokalnego, napędzany silnikiem Diesla, z przekładnią hydrauliczną. Został wyprodukowany przez zakłady HCP w Poznaniu w latach 1961–1964 w liczbie 13 egzemplarzy. Posiadał sterowanie ukrotnione do 4 wagonów SN80.

## Historia
Program modernizacji polskiej kolei, przyjęty w PKP w drugiej połowie lat pięćdziesiątych, oprócz prac elektryfikacyjnych zakładał wdrożenie na szerszą skalę na liniach drugorzędnych wagonów motorowych. W połowie lat 50. Centralne Biuro Konstrukcyjne Przemysłu Taboru Kolejowego otrzymało zadanie stworzenia projektów wagonów silnikowych i doczepnych. Powstały wówczas projekty wagonów silnikowych z przekładnią mechaniczną (typ 4M), hydrauliczną (typ 5M) oraz założenia dla produkcji spalinowego zespołu trakcyjnego oraz lekkiego autobusu szynowego. Produkcję prototypu pojazdu 5M powierzono Zakładom Cegielskiego, które w 1959 roku wykonały prototyp pojazdu, oznaczonego serią SN80. Założono, że w latach 1959–1960 zostanie wyprodukowanych 25 pojazdów tego typu. Ostatecznie, w latach 1961–1964 wyprodukowano jedynie 13 egzemplarzy, a produkcję wstrzymano z powodu wstrzymania importu przekładni.

## Wnętrze
Wnętrze było podzielone na 9 przedziałów: 2 kabiny sterownicze, przedział silnikowy, przedział bagażowy, w którym znajdowało się 8 dodatkowych miejsc, 2 przedziały pasażerskie mające 16 i 32 miejsca, toaletę oraz przedział z kotłem ogrzewania parowego (SN80 w przeciwieństwie do nowoczesnej konstrukcji SA106 mógł ogrzewać wagon doczepny). Przedziały pasażerskie oraz przedsionek i toalety były skopiowane z wagonu 101A.

## Obecnie
Wagon SN80-12, jedyny zachowany egzemplarz tej serii, był eksploatowany do 8 listopada 1979, a 1 czerwca 1981, po podjęciu decyzji o zaprzestaniu wykonywania napraw pojazdu, został on skreślony ze stanu PKP. Przekazano go warszawskiemu Muzeum Kolejnictwa, jednak po kilkunastu latach pobytu na stacji Warszawa Główna eksponat przetransportowano do Leszna, gdzie w 1995 wagon wyremontowano. W następnych latach stan pojazdu pogarszał się, dlatego Muzeum Przemysłu i Kolejnictwa na Śląsku chciało pozyskać eksponat od warszawskiej placówki jako depozyt. Transport zaplanowano na maj 2016, ale ostatecznie wagon SN80-12, przekazany na 12 lat, dotarł do Jaworzyny Śląskiej 22 września.